# Nowogród
Nowogród is een stad in het Poolse woiwodschap Podlachië, gelegen in de powiat Łomżyński. De oppervlakte bedraagt 20,55 km², het inwonertal 1998 (2005).

## Verkeer en vervoer
- Station Nowogród